# اشتاتبان

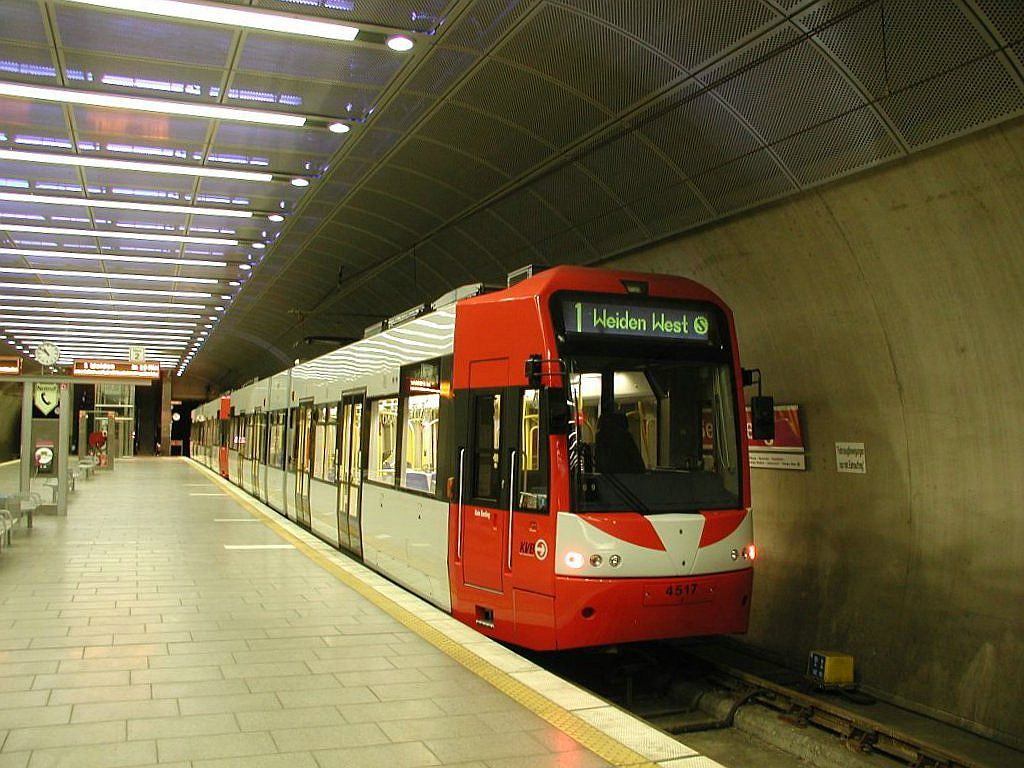
قطار شهری کلن در ۲۰۰۵

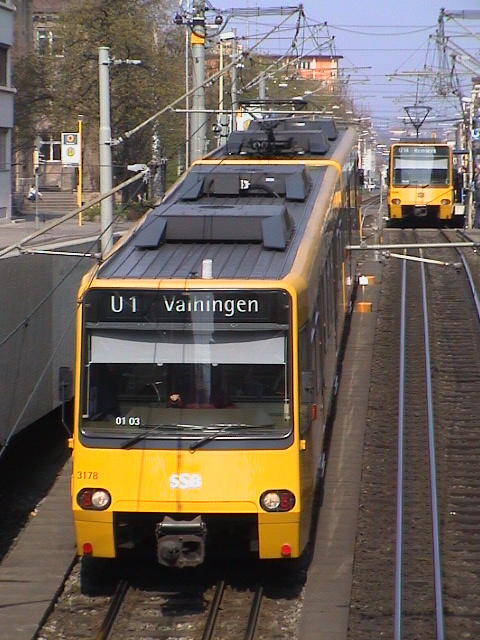
قطار شهری اشتوتگارت در ۲۰۰۲

اشتاتبان (Stadtbahn, تلفظ آلمانی: [ˈʃtatˌba:n]) یا قطار شهری گونه‌ای ترابری ریلی است که شامل تراموا یا قطار سبک شهری می‌شود که در کشور آلمان استفاده می‌شود.

## شهرهای مورد استفاده
- راه‌آهن شهری برلین
- قطار شهری کلن
- قطار شهری بن
- قطار شهری دوسلدورف
- قطار شهری کارلسروهه
- قطار شهری اشتوتگارت
- قطار شهری هانوفر
- قطار شهری دورتموند
- قطار شهری اسن
- قطار شهری بیله‌فلد
- قطار شهری دویسبورگ
- قطار شهری بوخوم
- قطار شهری ارفورت